# Sprężyna krążkowa

rys. 1 - Pakiet sprężyn talerzowych 1-1-1-1-1-1

rys. 2 - Pakiet sprężyn talerzowych 3-3

Sprężyna krążkowa (talerzowa) ma kształt stożka ściętego z otworem w środku, wytłoczonego z blachy sprężynowej. Sprężynę krążkową może stanowić jeden krążek lub ich pakiet. 
Sprężyny te stosuje się aby przenieść duże obciążenia przy niewielkich wymiarach oraz dużej sztywności sprężyny.
Dla pakietu sprężyn krążkowych wzór na stałą sprężyny wygląda następująco:
{\displaystyle K={\frac {k}{\sum _{i=1}^{g}{\frac {1}{n_{i}}}}}}
gdzie k jest współczynnikiem sprężystości, a g - liczbą pakietów sprężyn.
Dla pakietu przedstawionego na rys. 1 wygląda tak:
{\displaystyle K={\frac {k}{{\frac {1}{1}}+{\frac {1}{1}}+{\frac {1}{1}}+{\frac {1}{1}}+{\frac {1}{1}}+{\frac {1}{1}}}}={\frac {1}{6}}k}
a dla pakietu przedstawionego na rys. 2 wygląda tak:
{\displaystyle K={\frac {k}{{\frac {1}{3}}+{\frac {1}{3}}}}={\frac {3}{2}}k}